# Vasili Yakusha
Vasili Yakusha –en ruso, Василий Якуша– (30 de junio de 1958-24 de noviembre de 2020) fue un deportista soviético que compitió en remo.
Participó en dos Juegos Olímpicos de Verano en los años 1980 y 1988, obteniendo dos medallas, plata en Moscú 1980 y bronce en Seúl 1988. Ganó dos medallas en el Campeonato Mundial de Remo, plata en 1982 y bronce en 1986.

## Palmarés internacional
| Juegos Olímpicos   | Juegos Olímpicos         | Juegos Olímpicos  | Juegos Olímpicos |
| Año                | Lugar                    | Medalla           | Prueba           |
| ------------------ | ------------------------ | ----------------- | ---------------- |
| 1980               | Moscú (URSS)             | Medalla de plata  | Scull individual |
| 1988               | Seúl (Corea del Sur)     | Medalla de bronce | Doble scull      |
| Campeonato Mundial |                          |                   |                  |
| Año                | Lugar                    | Medalla           | Prueba           |
| 1982               | Lucerna (Suiza)          | Medalla de plata  | Scull individual |
| 1986               | Nottingham (Reino Unido) | Medalla de bronce | Scull individual |